# Mikołajki
Mikołajki (niem. Nikolaiken) – miasto w województwie warmińsko-mazurskim, w powiecie mrągowskim, siedziba gminy miejsko-wiejskiej Mikołajki. Położone na Mazurach, w Krainie Wielkich Jezior Mazurskich, nad jeziorami: Tałty i Jeziorem Mikołajskim.
Według danych GUS z 1 stycznia 2025 r. Mikołajki liczyły 3338 mieszkańców.
W Mikołajkach znajduje się Stacja Badawcza Instytutu Nenckiego PAN oraz Stacja Hydrologiczno-Meteorologiczna Instytutu Meteorologii i Gospodarki Wodnej.
W miejscowości działało Państwowe Gospodarstwo Rybackie Mikołajki, obecnie sprywatyzowane Gospodarstwo Rybackie Sp. z o.o.

## Położenie
1 stycznia 2010 powierzchnia miasta wynosiła 8,85 km².
Miasto znajduje się na wysokości od 116 do 150 m n.p.m.
Mikołajki leżą na Mazurach, na obszarze dawnej Galindii. Położone w Krainie Wielkich Jezior Mazurskich. W Mikołajkach łączą się Tałty z Jeziorem Mikołajskim. W czasach krzyżackich były to dwa oddzielne jeziora połączone strumieniem. Przy północno-wschodniej granicy miasta położone jest także jezioro Łuknajno.

## Historia
Nazwa miejscowości pochodzi od patrona kościoła św. Mikołaja.
W miejscu Mikołajek pierwotnie znajdowała się staropruska osada.
Pierwsza wzmianka o miejscowości pochodzi z 1444 r. Od 1466 pod zwierzchnictwem Korony Królestwa Polskiego jako lenno pod zarządem krzyżackim. W 1515 na przesmyku jeziora powstał pierwszy stały most; za przejazd nim pobierano myto, którego część była przekazywana krzyżakom. Przy moście wybudowano dwie karczmy. Przywileje dla karczmarzy zostały odnowione w 1516, byli oni zobowiązani do transportu krzyżackich szat i żywności (każdy wozem dwukonnym) do Rynu i z powrotem. Krzyżacy w Mikołajkach wybudowali dwór i karczmę, posiadali monopol na połów ryb, które eksportowali. Głównym zajęciem mieszkańców były wyrąb drewna i flisactwo, a także tkactwo – Mikołajki słynęły z wyrobu włosianki z krowiej i końskiej sierści, z której szyto mazurskie spódnice.
Kościół w Mikołajkach przed reformacją nie był ujęty w wykazie parafii i kościołów filialnych w archiprezbiteratach warmińskich. Kościół w Mikołajkach najprawdopodobniej obsługiwał krzyżacki kapelan z Rynu. Po sekularyzacji zakonu krzyżackiego, większość mazurskich parafii protestanckich otrzymała pastorów mówiących po polsku. W 1539 Mikołajki zamieszkiwali niemal wyłącznie Polacy. Do Mikołajek w 1552 przybył z Polski pastor Jakub Wilamowski. W 1798 w Mikołajkach prowadzili misje księża z parafii w Świętej Lipce.
Od 1701 Mikołajki stanowiły część Królestwa Prus. Prawa miejskie otrzymały w 1726 od króla pruskiego Fryderyka Wilhelma I, trzy lata później znaczną część zabudowy zniszczył pożar. Na miasteczko złożyły się trzy jednostki osadnicze: Rynek, Koniec i Kozłowo. To ostatnie leży po drugiej stronie jeziora w stosunku do centrum Mikołajek. W 1833 część zabudowy zniszczył pożar. Podczas spisu ludności w 1837 na 1963 mieszkańców jedynie 271 posługiwało się na co dzień językiem niemieckim. W 1843 uruchomiona została stała żegluga na Mazurach powodująca ożywienie miasta. W 1911 Mikołajki uzyskały połączenie kolejowe z Mrągowem i Orzyszem. Od 1920 miasto stało się popularną miejscowością turystyczną, odwiedzili je m.in. Stefania Sempołowska (opisała to w pracy „Mazury Pruskie”) i Jędrzej Giertych (autor książki „Za północnym kordonem”). W 1939 zajmowało 2627 m kw.
Mikołajki poniosły znaczne straty podczas I wojny światowej. Już w sierpniu 1914 r. wycofujące się z miasta wojska niemieckie wysadziły przeprawy przez przesmyk pomiędzy jeziorami, zarówno kolejową i drogową. Powybuchowa fala uderzeniowa powybijała szyby w mikołajskich domach oraz kościele. W listopadzie 1914 r. Mikołajki znalazły się na bezpośredniej linii frontu pomiędzy wojskami niemieckimi a rosyjskimi. Po wyparciu Rosjan w końcu 1914 r. wojna odsunęła się od Mikołajek i już do nich nie powróciła. Okaleczone miasteczko objęte zostało ogólnoniemiecką akcją pomocy Prusom Wschodnim, patronat nad Mikołajkami objęło (zachodnio)pomorskie Choszczno, przekazując miastu 90 tys. marek na odbudowę. Za te pieniądze naprawiono szkody oraz uruchomiono młyn, tartak i fabrykę kamienia. Po modernizacji przystani żeglugi zawijały do niej statki wożące turystów na trasie Pisz – Mikołajki – Giżycko – Węgorzewo. W okresie międzywojennym Mikołajki stały się prawdziwie miastem turystycznym w skali całych Niemiec, do którego przybywali także polscy turyści, jak Jędrzej Giertych, Mieczysław Orłowicz i Melchior Wańkowicz. W 1939 r. Mikołajki liczyły 2637 mieszkańców.

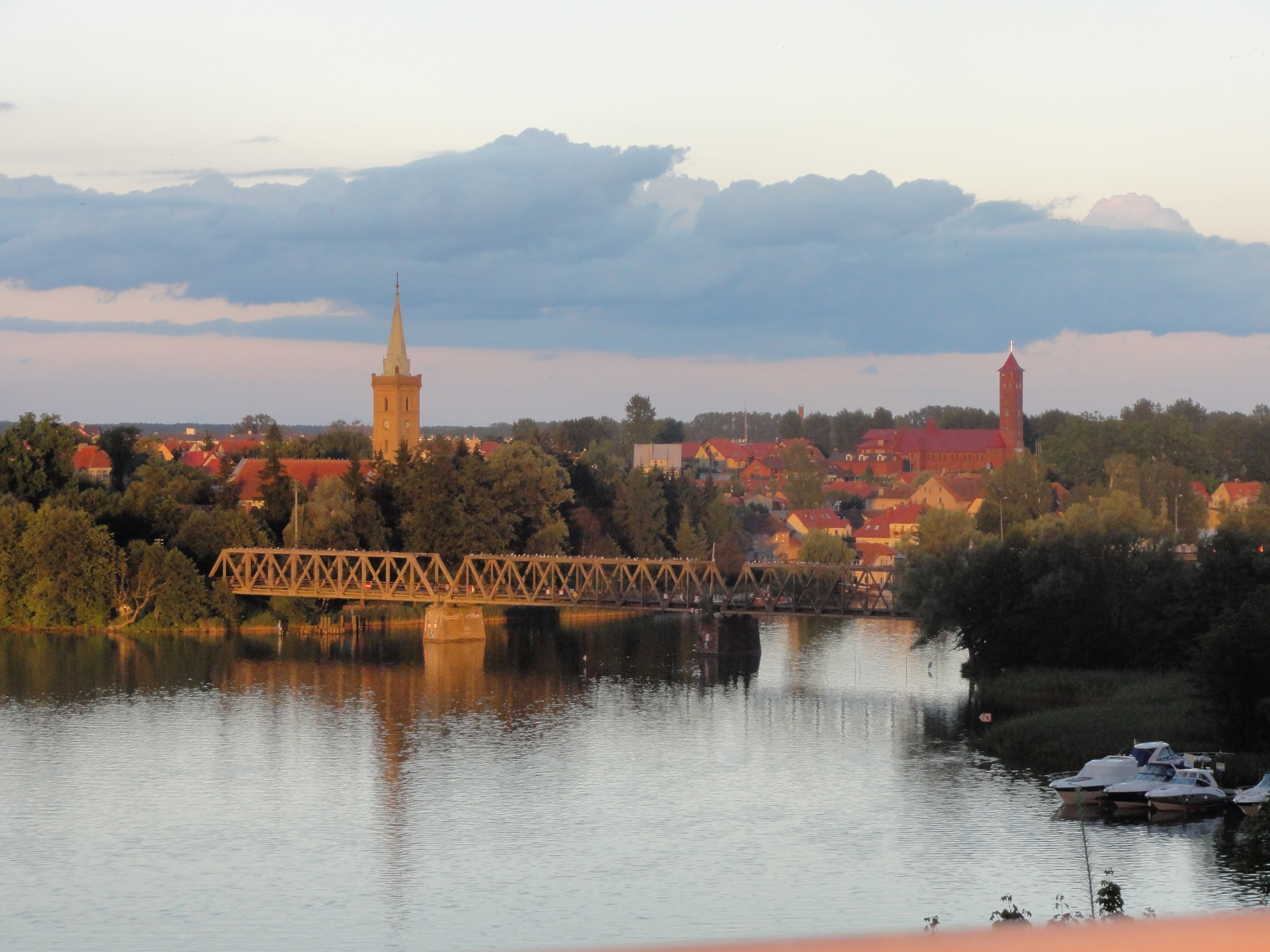
Panorama miasta współcześnie

W części Mikołajek po zachodniej stronie Jeziora Mikołajskiego w czasie II wojny światowej znajdowała się placówka Abwehry o kryptonimie Walli II. Placówka ta od 1940 zbierała informacje na temat ZSRR, a z chwilą przeniesienia kwatery głównej Hitlera do lasu koło Kętrzyna przekazywała je bezpośrednio do Wilczego Szańca. Przed nalotami dywanowymi na Królewiec w sierpniu 1944, ze stolicy prowincji do Mikołajek ewakuowano archiwa samorządowe, jeszcze przed wkroczeniem Armii Czerwonej.
W 1945 miasto zostało włączone do Polski, uruchomiono zakłady stolarki budowlanej, mleczarnię, młyn, powstała Spółdzielnia Przemysłu Ludowego i Artystycznego „Tkanina”. Zamieszkująca Mikołajki ludność niemiecka została wysiedlona, a na jej miejsce osiedlono Polaków, głównie wysiedleńców z Kresów Wschodnich.
Wkrótce Mikołajki stały się jedną z najbardziej znanych miejscowości turystyczno-wypoczynkowych w rejonie Wielkich Jezior Mazurskich, zwłaszcza ze względu na doskonałe warunki do uprawiania sportów wodnych. Pod koniec lat 60. FWP prowadził tu dwa ośrodki wypoczynkowe („Złoty Widok” i „Żeglarz”), które w 6 budynkach dysponowały 150 miejscami noclegowymi, a ponadto oferowały dodatkowe ok. 110 miejsc w kwaterach prywatnych. Obiekty posiadały świetlice z bibliotekami i telewizorami, zaś FWP prowadził własną przystań wodną z wypożyczalnią kajaków i łodzi żaglowych „Omega”. Wczasowicze mieli wówczas do dyspozycji w Mikołajkach 2 restauracje, 2 kawiarnie, bar mleczny, 2 lokale taneczne. Funkcjonowało kino, biblioteka, boisko sportowe i kąpielisko miejskie.
W latach 1975–1998 miasto administracyjnie należało do województwa suwalskiego.
Działający tu ośrodek radiologiczny po katastrofie elektrowni w Czarnobylu jako pierwszy w Polsce odkrył napływ skażonych mas powietrza znad Czarnobyla. W 2016 (30. rocznica katastrofy), wywodzący się z Mikołajek zespół Torture of Hypocrisy wydał concept-album „RBMK-1000” opowiadający o katastrofie w Czarnobylu.

## Demografia

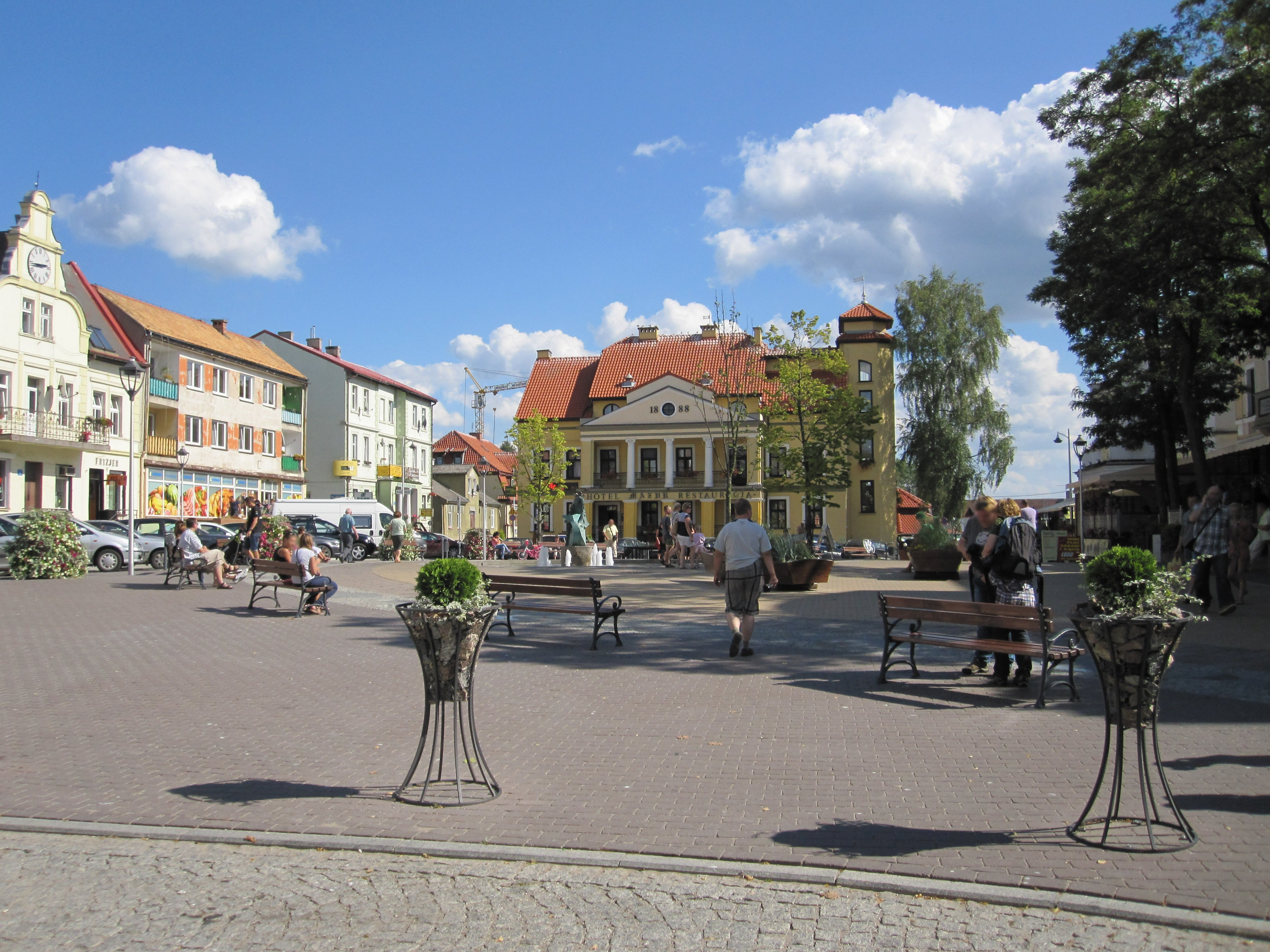
Plac Wolności

30 czerwca 2012 miasto miało 3944 mieszkańców.

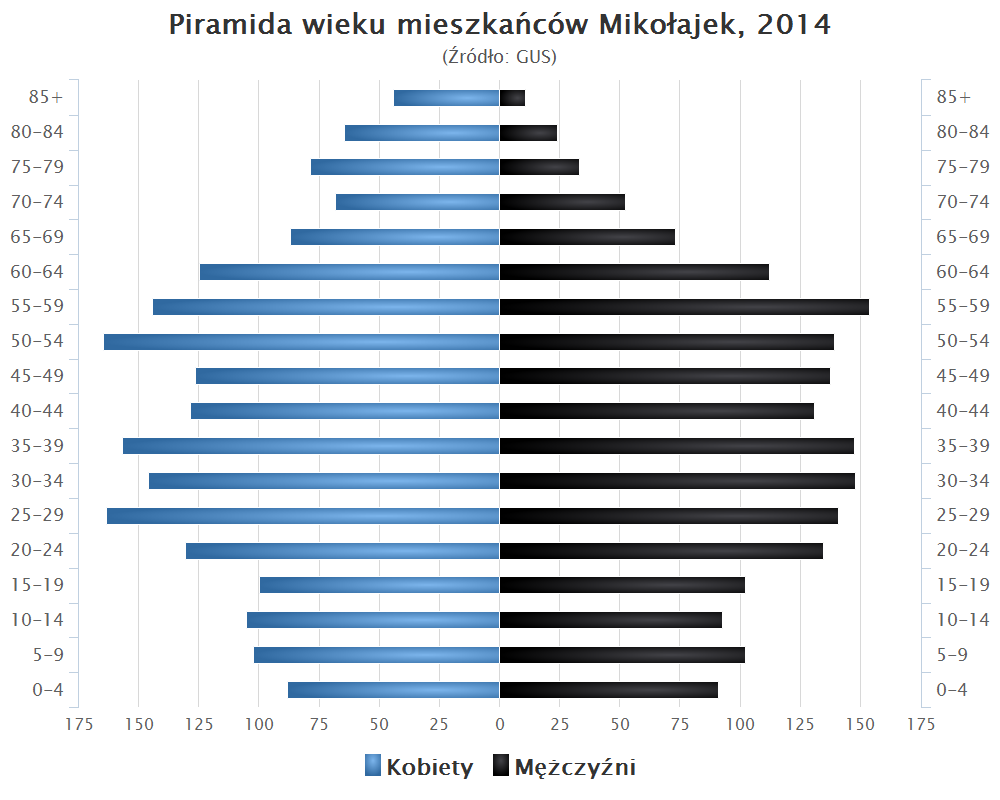
Piramida wieku mieszkańców Mikołajek w 2014 roku

## Turystyka
Położenie miasteczka nad atrakcyjnymi jeziorami stworzyło tu żeglarską stolicę Polski.
W Mikołajkach jest przystań Żeglugi Mazurskiej i około 1,5 tys. miejsc w hotelach, w tym Hotel Gołębiewski 1,2 tys. oraz kilkaset miejsc noclegowych w pensjonatach i kwaterach prywatnych.
Od 2005 Mikołajki są bazą samochodowego Rajdu Polski.
Atrakcje turystyczne:
- rezerwat przyrody Jezioro Łuknajno
- Muzeum Reformacji Polskiej w Mikołajkach

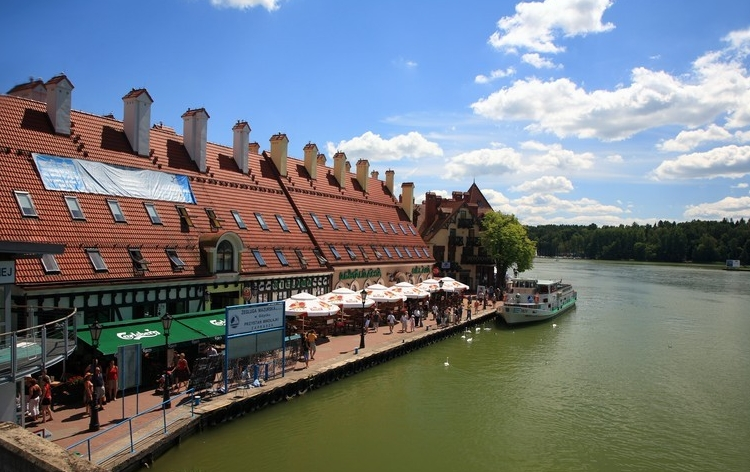
Przystań Żeglugi Mazurskiej
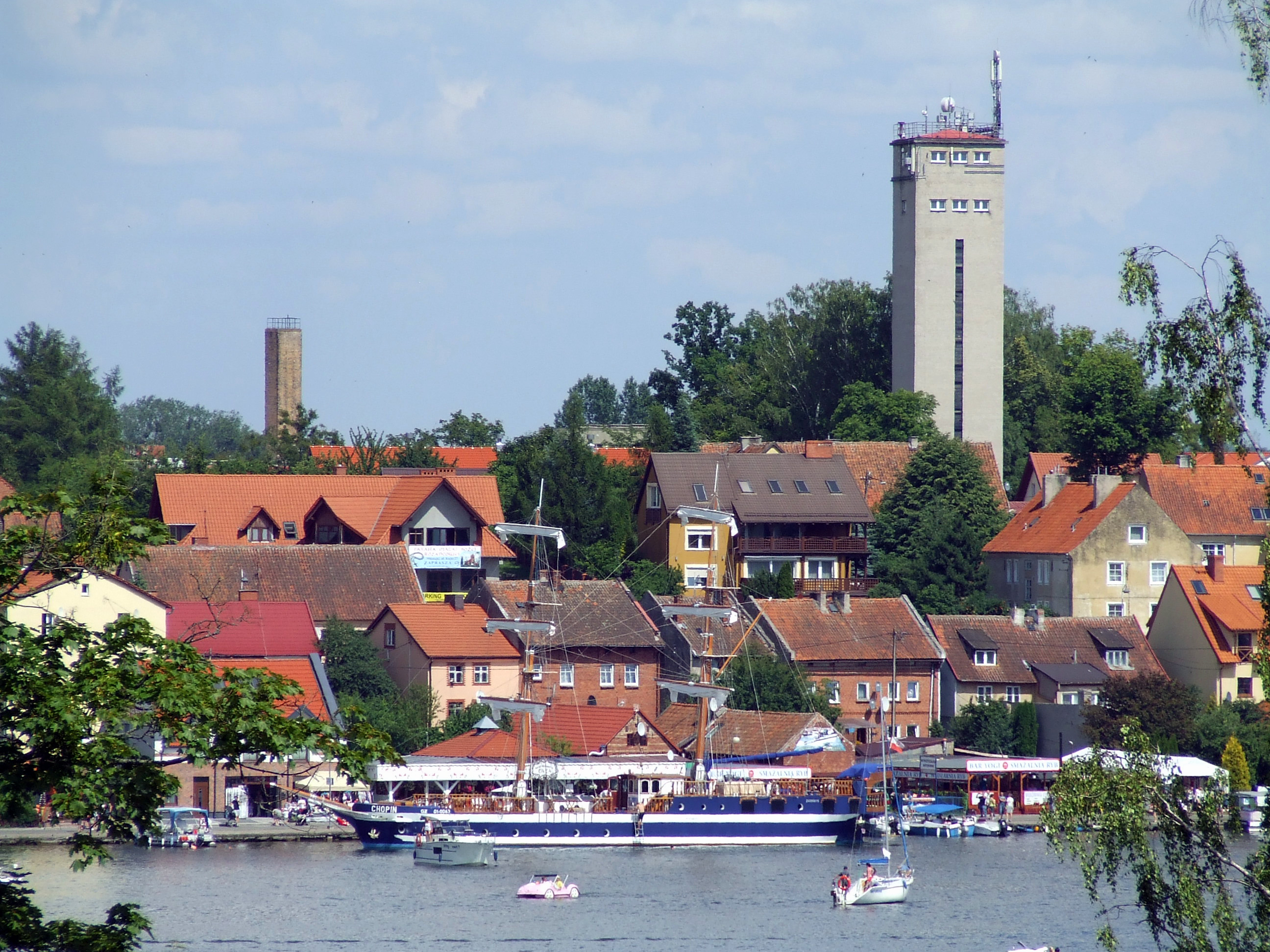
Żaglowiec „Chopin” na jeziorze Mikołajskim
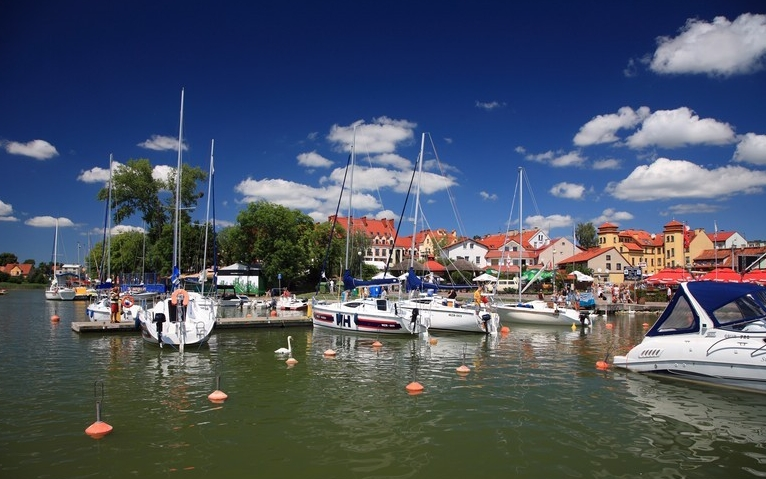
Przystań jachtowa
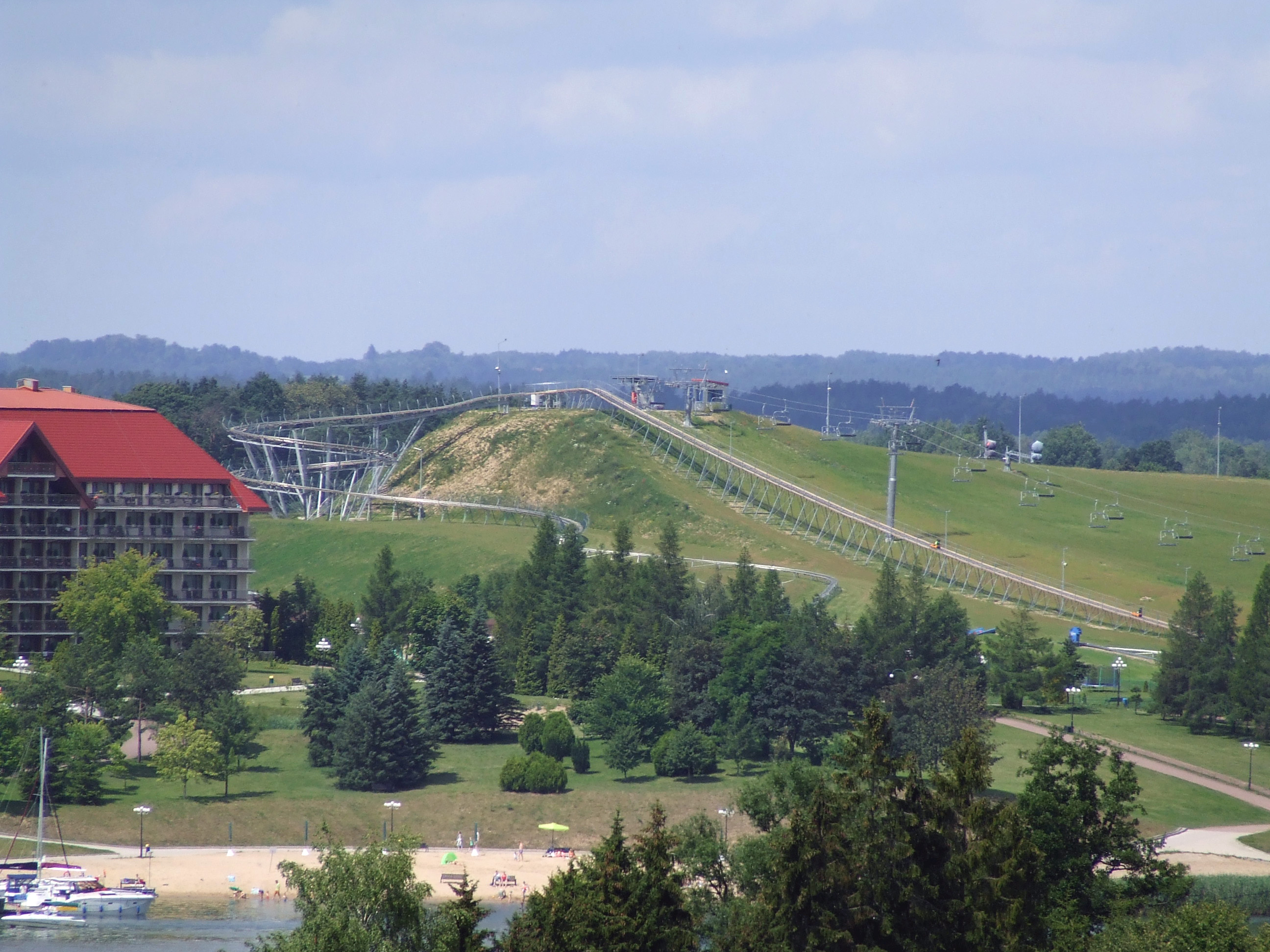
Stok narciarski – widok z wieży kościoła św. Mikołaja
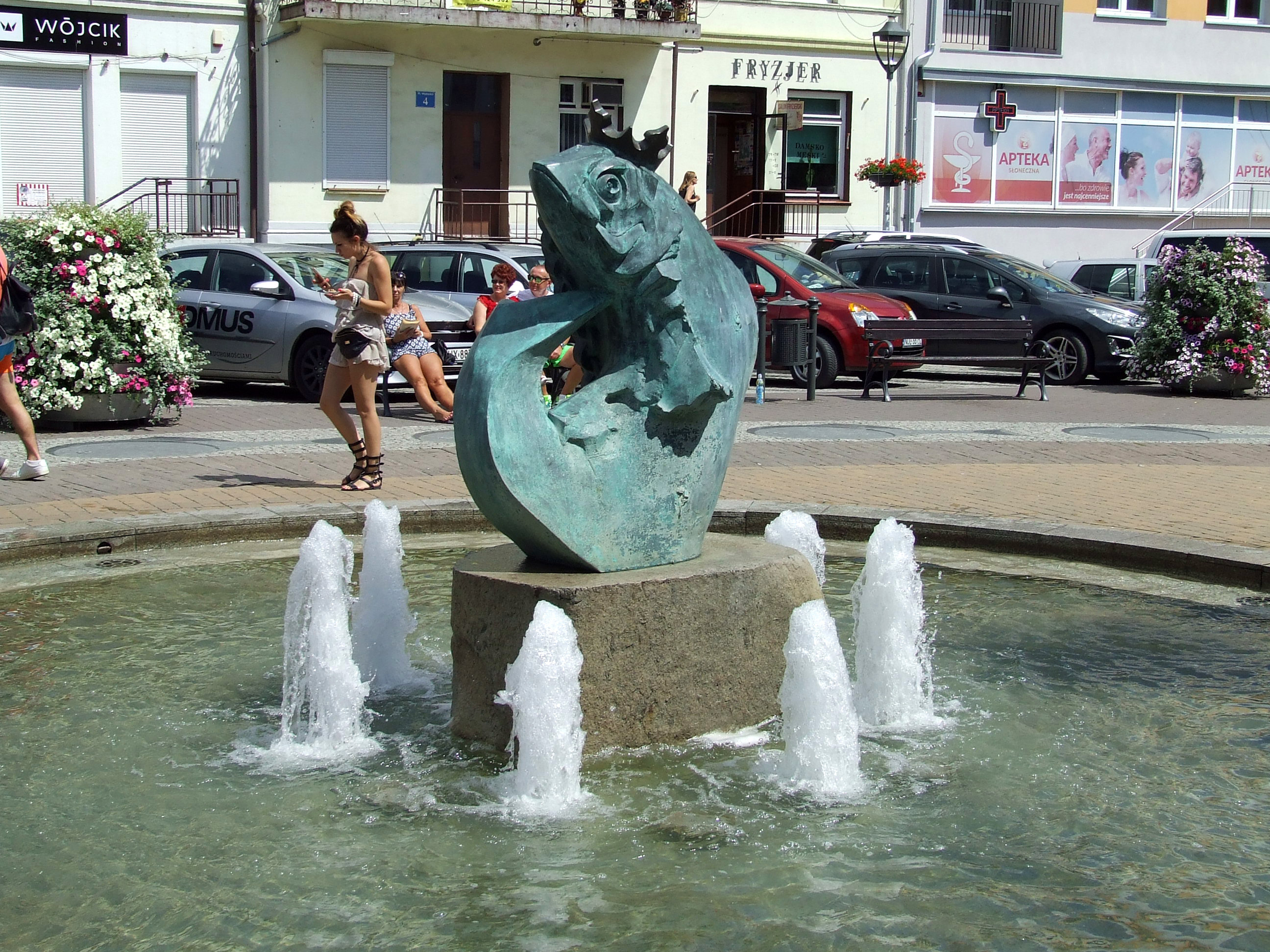
Fontanna z Królem Sielawem – symbolem Mikołajek
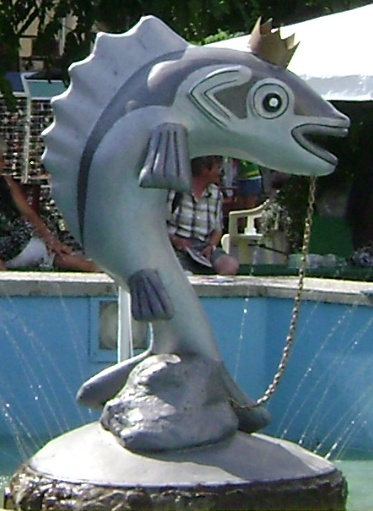
Król Sielaw

### Zabytki

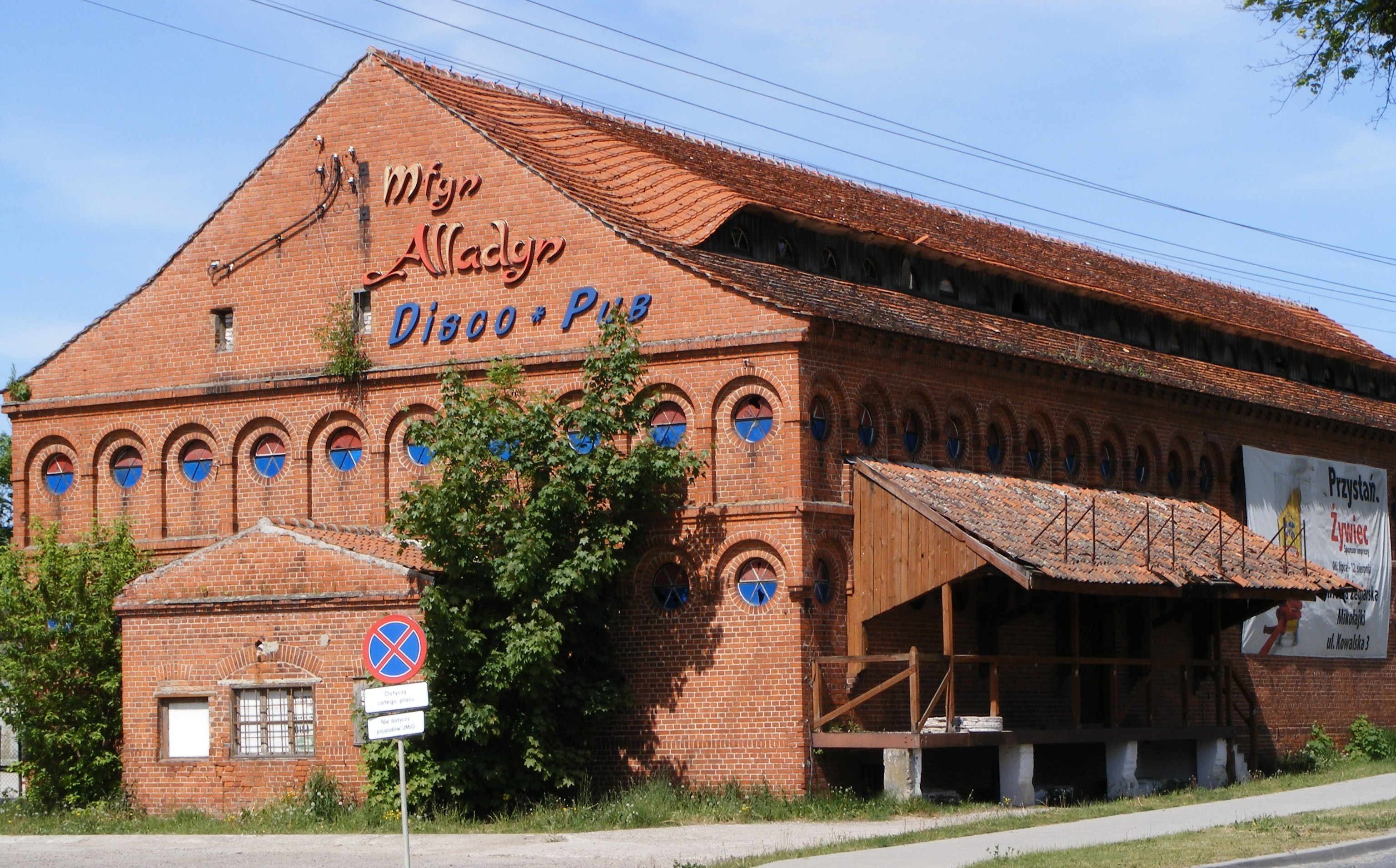
Dawny młyn

- klasycystyczny kościół ewangelicko-augsburski pw. Świętej Trójcy projektu Schinkla z 1842, z drewnianymi emporami, sklepieniem kolebkowym z kasetonami, oraz wieżą z 1880,
- neogotycki kościół rzymskokatolicki Matki Boskiej Różańcowej wzniesiony w 1910 r. jako  Ewangelicki Dom Ludowy,
- młyn z pocz. XX w.,
- kamienice i domy z XIX i XX w.,
- cmentarze ewangelicki i żydowski.

## Transport
Główne ulice:

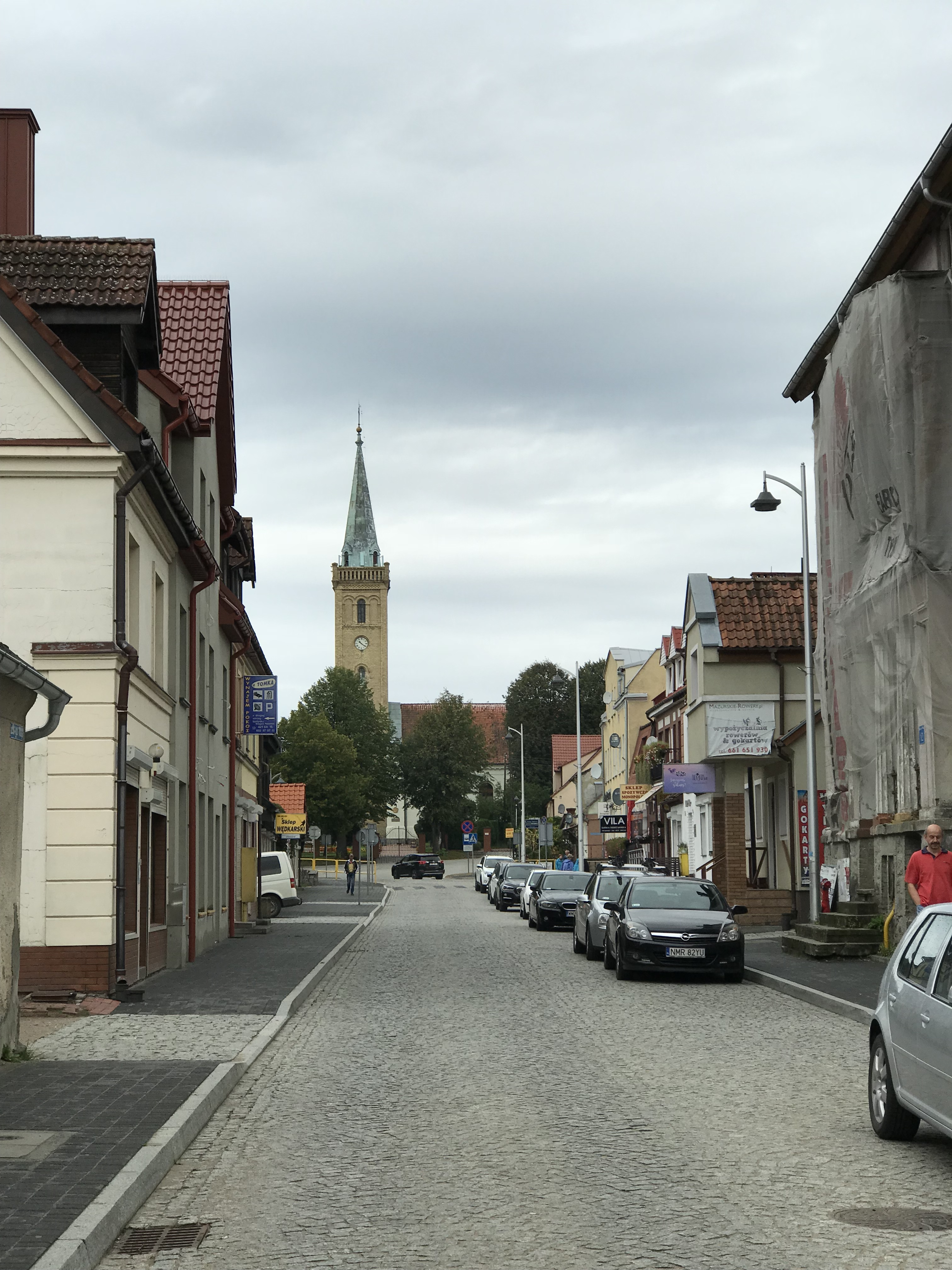
Ulica 3 Maja

- Ulica Ełcka – jednojezdniowa, główna ulica wylotowa z Mikołajek w kierunku Orzysza, Ełku i Augustowa, część drogi krajowej nr 16. Rozpoczyna się przy skrzyżowaniu z ulicą Kolejową i ciągnie się do granicy Mikołajek. Przy ulicy zlokalizowanych jest kilka domów jednorodzinnych. Nazwa pochodzi od miasta Ełku.
- Ulica Mrągowska – jedno-jezdniowa główna ulica Mikołajek. Na odcinku od mostu do wiaduktu kolejowego jest wybrukowana. Zabudowa ulicy to domy jednorodzinne oraz poniemiecki bloki. Ulica Mrągowska rozpoczyna się od mostu nad Jeziorem Mikołajskim i ciągnie się aż do granic miasta. Jest to główna droga wylotowa z Mikołajek w kierunku Mrągowa i Olsztyna, część drogi krajowej nr 16. Ulicę wyznaczono na początku XV wieku i była częścią traktu łączącego ówczesne Kozłowo lub Tałtowisko z Sensburgiem. W 1516 wybudowano most który był przedłużeniem ulicy oraz połączył wieś Kozłowo z Mikołajkami. W 1911 powstał wiadukt kolejowy nad ulicą. W latach 30. XX w. cała droga do Mrągowa, a wraz z nią ulica zostały wybrukowane. W otoczeniu znajdują się pensjonaty oraz park miejski.
- Ulica Warszawska – jednojezdniowa, główna ulica wylotowa w kierunku Ukty, Rucianego-Nidy i Pisza, część drogi wojewódzkiej nr 609. Zlokalizowanych jest tu kilka pensjonatów oraz pole campingowe. Ulica rozpoczyna się od skrzyżowania z ulicą Mrągowską i ciągnie się do granic miasta. W okresie PRL nosiła nazwę 25 Stycznia.
- Ulica 3 Maja – jedna ze staromiejskich ulic Mikołajek, w całości wybrukowana. Rozpoczyna się od skrzyżowania z ulicą Kolejową i ciągnie się do placu Wolności. Nazwa pochodzi od daty uchwalenia pierwszej polskiej konstytucji z 1791 roku. Poczta oraz staromiejskie kamienice.
- Ulica Michała Kajki – najdłuższa ulica Mikołajek. Rozciąga się od placu Wolności do granic miasta. Przeważa tu niska zabytkowa zabudowa z początku XX w. Zlokalizowanych jest tu kilka pensjonatów. Nazwę zawdzięcza Michałowi Kajce – największemu mazurskiemu poecie. Droga prowadzi w kierunku wsi Dybowo.
- Ulica Kolejowa – jedna z głównych ulic Mikołajek, część drogi krajowej nr 16. Ulica rozpoczyna się przy moście nad Jeziorem Mikołajskim, i ciągnie się do dworca kolejowego. Na długości od mostu do skrzyżowania z ulicą Szkolną jest wybrukowana. Siedziba Urzędu Gminy i Miasta, dworzec kolejowy oraz cmentarz komunalny. Nazwa związana jest z koleją. W okresie PRL ulica nosiła nazwę W. Lenina.
- Ulica Tałcka - ulica wylotowa. prowadzi od drogi krajowej nr 16 do granicy miasta. Nazwa ulicy pochodzi od nazwy wsi Tałty, tam również dociera ta droga.

Główne ciągi komunikacyjne:
- Mrągowska – Kolejowa – Ełcka,
- Warszawska,

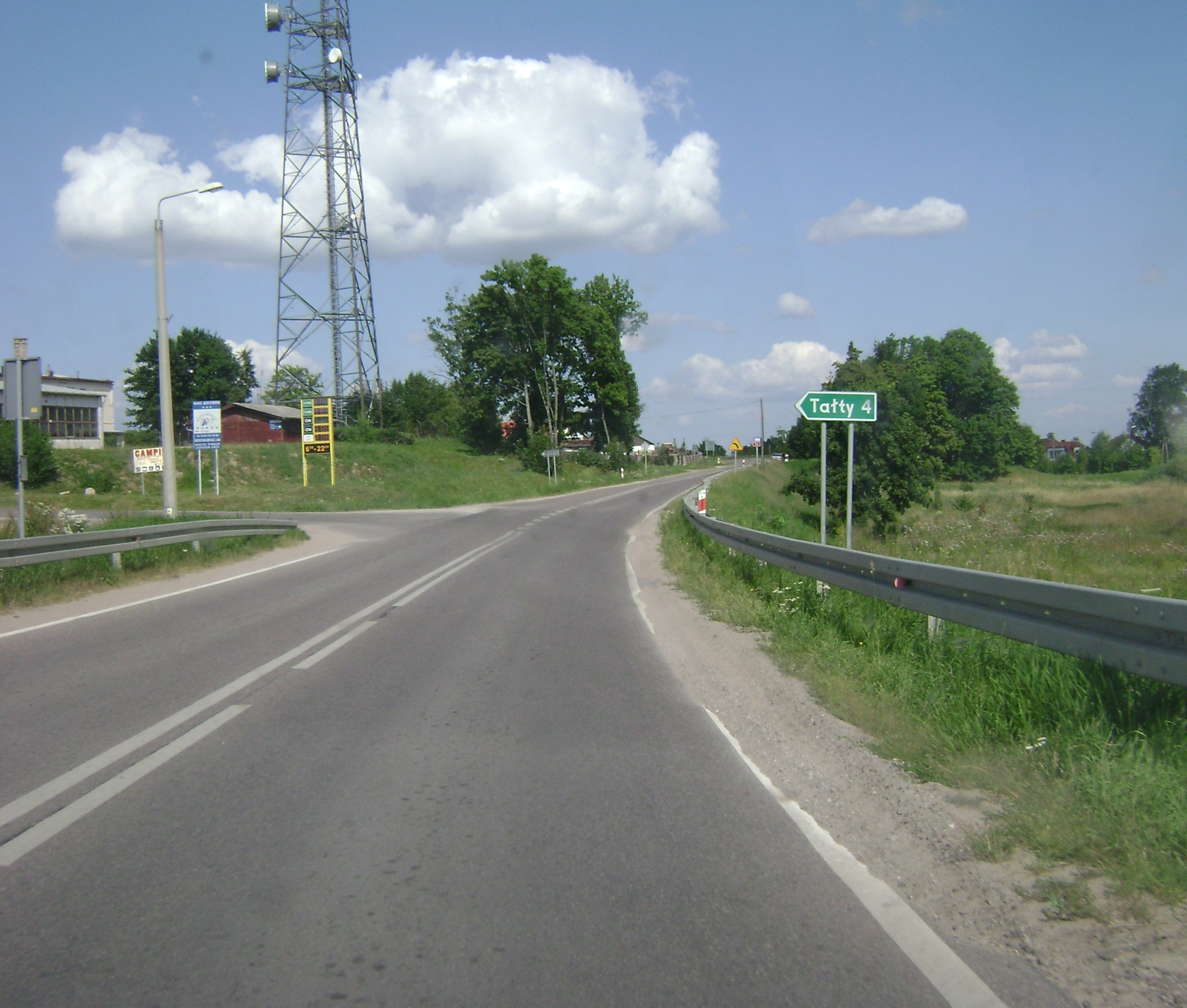
Droga krajowa nr 16

- 3 Maja – plac Wolności – M. Kajki.

Drogi przebiegające przez miasto:
- 16 Olsztyn – Mikołajki – Ełk,
- 609 Mikołajki – Ukta.

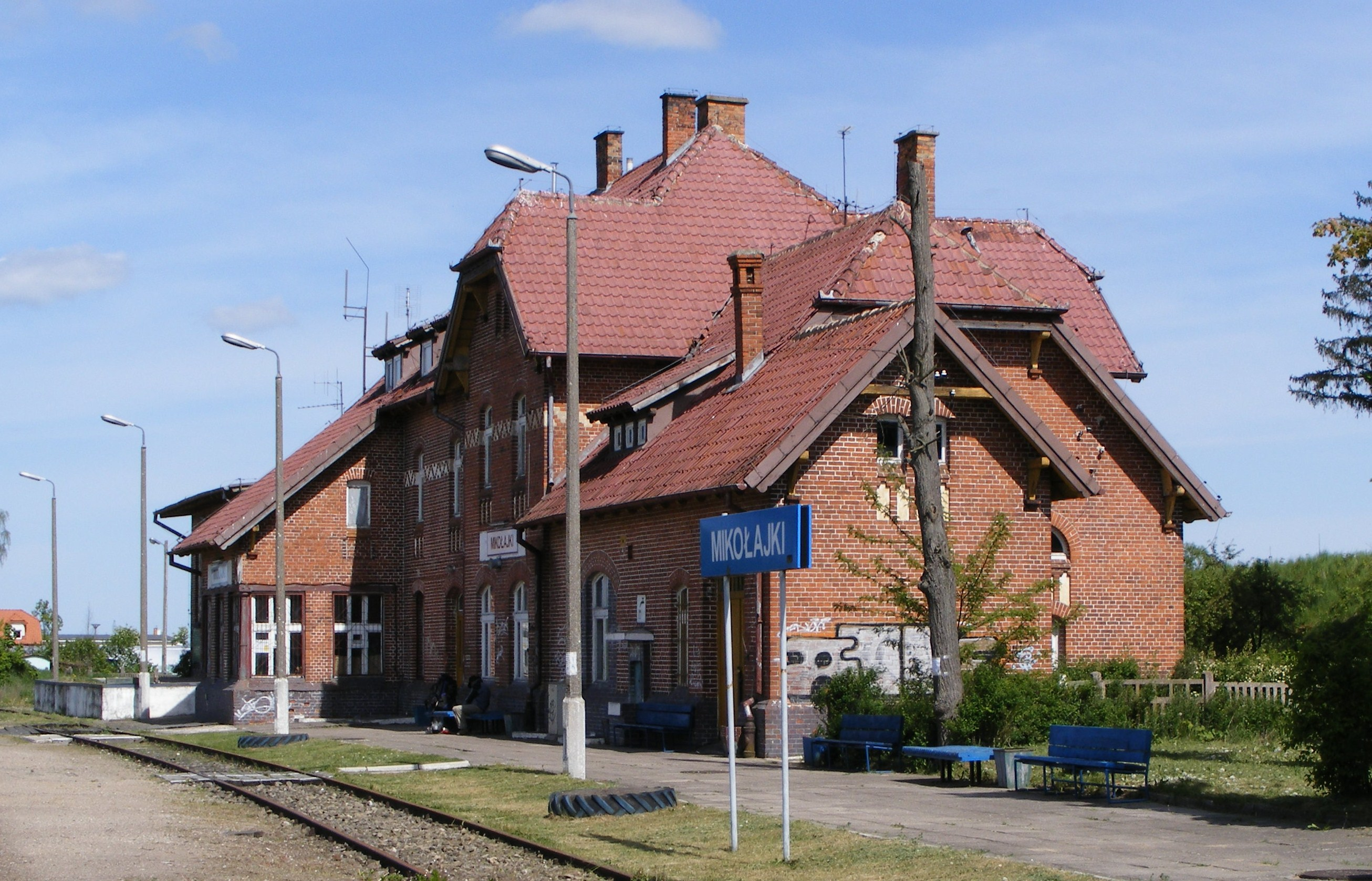
Dworzec kolejowy (ob. nieczynny)

Kładka nad przesmykiem między jeziorami Tałty i Mikołajskim
- Powstała w 2016 w miejscu starszej konstrukcji kosztem 6,5 mln zł i miała nawiązywać kształtem do bojerów. Konstrukcja pomostu połączona jest z pylonem za pomocą ośmiu par want. Pochylony pylon tworzą dwa elementy przypominające litery I[20].

W mieście znajduje się, obecnie nieczynna, stacja kolejowa.

## Wspólnoty religijne
Na terenie Mikołajek działalność religijną prowadzą następujące Kościoły:
- Kościół rzymskokatolicki:
  - parafia Matki Bożej Różańcowej
  - parafia św. Mikołaja
- Kościół Ewangelicko-Augsburski w RP:
  - parafia w Mikołajkach[21]
- Kościół Zielonoświątkowy w RP:
  - zbór w Mikołajkach[22]

## Sport
- MKS Kłobuk Mikołajki – piłka nożna (Liga okręgowa, grupa: warmińsko-mazurska I)[23]

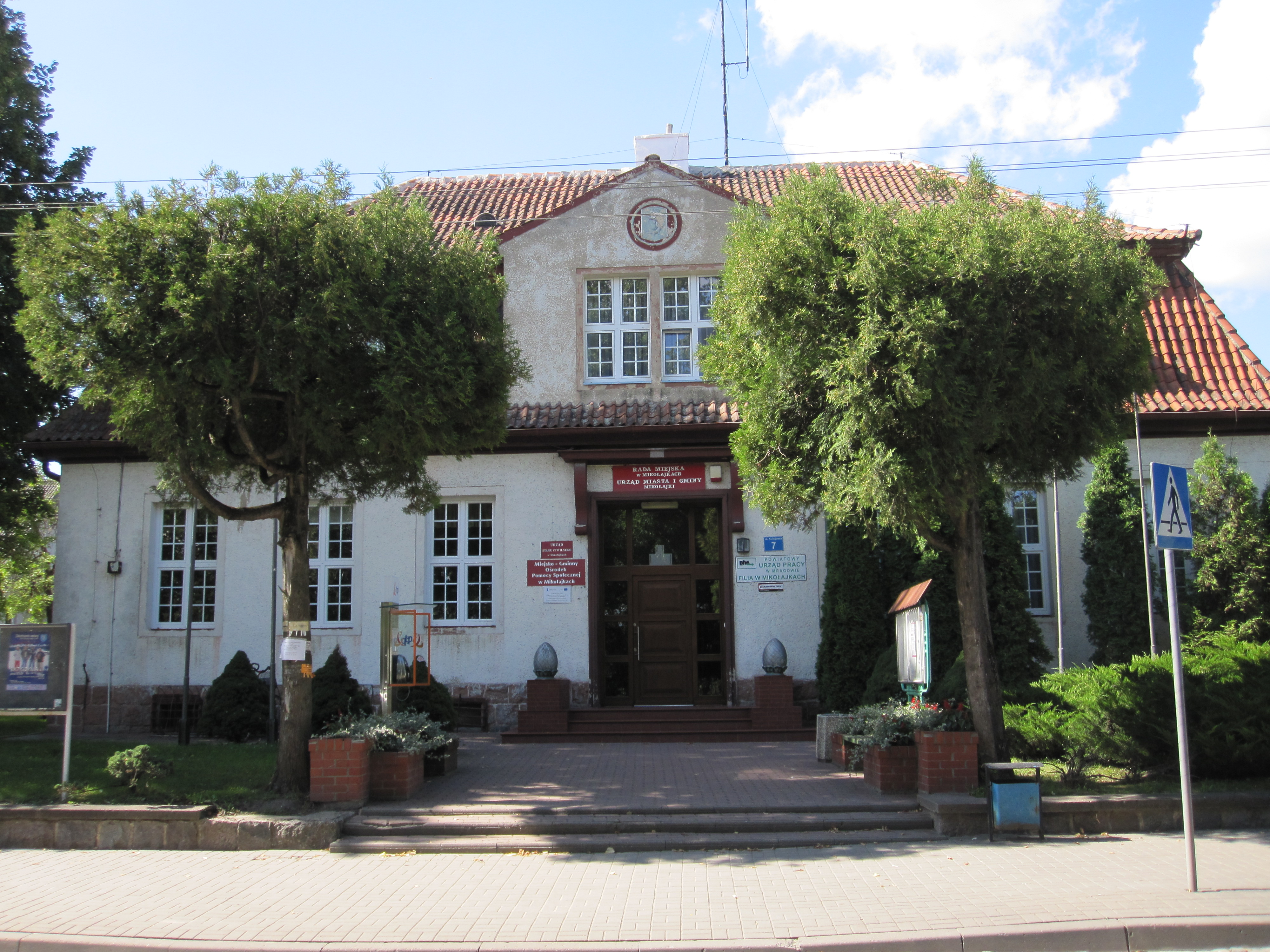
Urząd Miasta

## Ludzie związani z Mikołajkami
W miejscowości mieszkała Regina Jawor. W latach 1995–2007 proboszczem ewangelicko-augsburskim w Mikołajkach był ks.
Franciszek Czudek.

## Miasta partnerskie
Źródło: Mikołajki – portal turystyczny
- Orany (lit. Varena)
- Villard-de-Lans
- Szczyrk